# مورافنو، ماواتانانا
مورافنو (به لاتین: Morafeno) یک منطقهٔ مسکونی در ماداگاسکار است که در Maevatanana واقع شده‌است.
 مورافنو  ۳٬۰۰۰ نفر جمعیت دارد و ۶۵۲ متر بالاتر از سطح دریا واقع شده‌است.